# Mikio Naruse
Mikio Naruse (成瀬 巳喜男), född 20 augusti 1905 i Tokyo, död 2 juli 1969, var en japansk filmskapare. Han slog igenom i slutet av stumfilmstiden och utmärkte sig med avskalade familjedramer med kvinnliga huvudroller. Ett återkommande tema är samverkan mellan det traditionella samhället och det moderna, ofta med pessimistiska undertoner. Han filmatiserade ett flertal romaner av författarinnan Fumiko Hayashi.
Naruse var uppskattad under sin samtid men nådde aldrig samma status som de mest framträdande japanska regissörerna, som Yasujiro Ozu, Kenji Mizoguchi och Akira Kurosawa. På 1950- och 1960-talen blev han ett namn på den internationella festivalscenen med filmer som Flytande moln och När en kvinna går uppför trappan. Efter sin död har han fått ett större erkännande.

## Filmer i urval
- Kimi to wakarete (1933)
- Yogoto no yume (1933)
- Tre systrar med rent hjärta (Otomegokoro sannin shimai) (1935)
- Min hustru, var som en ros (Tsuma yo bara no yo ni) (1935)
- Hideko no shashô-san (1941)
- Måltiden (Meshi) (1951)
- Blixtar (Inazuma) (1952)
- Min moder (Okaasan) (1952)
- Storebror och lillasyster (Ani imoto) (1953)
- Bangiku (De sista krysantemerna) (1954)
- Ljudet från berget (Yama no oto) (1954)
- Flytande moln (Ukigumo) (1955)
- Strömmar (Nagareru) (1956)
- Sommarmoln (Iwashigumo) (1958)
- När en kvinna går uppför trappan (Onna ga kaidan o agaru toki) (1960)
- Hourou-ki (1962)
- Onna no naka ni iru tanin (1966)
- Midareru (1967)